# Regno di Kandy
Il Regno di Kandy fu un importante regno nell'attuale Sri Lanka. Il regno occupava la parte centrale e orientale dell'isola. Fu fondato nel XV secolo e terminò nel XIX secolo. Nel 1815 infatti, con la Convenzione di Kandy, il paese divenne un protettorato britannico e perse definitivamente ogni residuo di autonomia con la Grande Ribellione del 1817-1818.

## Nome ed etimologia
Nel corso della sua storia, il regno di Kandy ha avuto non pochi nomi, tra cui:
- Kanda Uda Pasrata
- Il Regno di Senkadagala
- Il Kanda Udarata
- Il Regno di Mahanuwara
- Sri Wardhanapura
- Sinhalé
- Thun Sinhalaya o Tri Sinhala
- Kande Nuwara
- Il Regno di Kandi

## Storia

### Fondazione
La città di Senkadagalapura sarà forse stata fondata a cavallo del XIV secolo durante il regno di Vikramabahu III di Gampola (1357–1374). Lo Sri Lanka centrale era allora governato dai re del Kotte dal primo XV secolo al tardo XVI secolo. Con l'indebolimento dei Kotte di fronte ai portoghesi, l'influenza nell'area si sviluppò in un dominio autonomo in Senkadagalapura come capitale. Dopo il sacco di Vijayabahu nel 1521, e la conseguente partizione del regno di Kotte, Kandy si asserì la sua indipendenza ed emerse come rivale dei regni orientali e meridionali.

### Ascesa (1521–1594)
Dopo il sacco di Vijayabahu nel 1521, il regno di Kotte si divise in tre regni distinti: Sitawaka, Raigama, e il regno di Kotte di Bhuvanekabahu VII. Tra questi, Sitawaka, sotto la guida dinamica di Mayadunne, pose la minaccia più grande all'autonomia degli altri stati. Nel 1522, i Kandya si assicurarono la protezione portoghese Sithawaka, ma i potenziale per un'alleanza furono stroncati nel 1546 quando le forze portoghesi, unite al regno di Kotte, invasero il regno. Di conseguenza, Kandy mandò aiuto al regno di Jaffna contro i portoghesi nel 1560.
Il territorio di Kandy fu invaso due volte: prima nel 1574, e poi nel 1581 dal nuovo re di Sithawaka, Rajasinghe I, che già prima aveva inflitto una cocente sconfitta ai portoghesi nella battaglia di Mulleriyawa, e che ora riuscì ad annettere il regno, costringendo il re di Kandya, Karalliyadde Kumara Bandara (alias Jayavira III) a fuggire a nord, nel regno di Jaffna, con sua figlia Kusumasana Devi (alias Dona Catherina di Kandy) e il di lei marito Yamasinghe Bandara. Alla fine, i due adottarono la religione portoghese, convertendosi al cristianesimo e adottando i nomi di Dona Catherina e Don Philipe rispettivamente. Nel frattempo, anche i portoghesi presero possesso del reame di Kandy, citandola donazione di Dharmapala del 1580 come un precedente.
Il dominio di Sitawaka su Kandy ri rivelò difficile. Wirasundara Mudiyanse, viceré di Rajasinghe nell'area, si ribellò poco dopo la conquista iniziale, e nonostante la rivolta fu sedata, ne ispirò un'altra nel 1588. Alla fine, la resistenza cadde sulle spalle di Konnappu Bandara, figlio di Wirasundara, che era fuggito in terra portoghese a seguito della morte del padre per mano degli agenti di Rajasinghe. Tra il 1591 e il 1594, egli ritornò, prese il trono di Kandy sotto il nome di Wimaladharmasuriya I e sposò Dona Catherina. Le vittorie sui Sithawaka e sui portoghesi (che nel 1592 occuparono brevemente Kandy, gli assicurarono la posizione.
La situazione strategica in Sri Lanka cambiò drammaticamente con l'ascesa al trono di Wimaladharmasurya. Al nord, i portoghesi deposero Puviraja Pandaram, re di Jaffna, nel 1591, installandovi il figlio Ethirimana Cinkam come re vassallo. Nel 1594, Rajasinghe I morì, e il regno di Sitawaka si dissolse. Kandy rimase l'unica potenza srilankiana fuori dal dominio europeo. Nel 1595, Wimaladharmasuriya portò la sacra Reliquia del Dente – simbolo tradizionale dell'autorità religiosa e reale tra i singalesi – a Kandy, che entrò così in un lungo periodo di guerra con i portoghesi, a partire dalla campagna di Danture.